# Juchitlán
Juchitlán é um município do estado de Jalisco, no México.
Em 2005, o município possuía um total de 5.282 habitantes.
No dia 07 de setembro de 2017, um forte terremoto de magnitude 8,1 atingiu o México. Juchitlán foi a cidade mais afetada pelo tremor.